# ایان هاردینگ
ایان هاردینگ (انگلیسی: Ian Harding) هنرپیشه اهل ایالات متحده آمریکا است. وی از سال ۲۰۰۷ میلادی تاکنون مشغول فعالیت بوده است. وی با نام ازرا فیتز شخصیت سریال دروغگوهای کوچک زیبا یاد می‌شود. او به تازگی کتاب odd birds را به چاپ رسانده است.
او در فیلم راز کوچک ما بازی کرده است.